# Urrutia
Urrutia is een geslacht van rechtvleugeligen uit de familie Thericleidae. De wetenschappelijke naam van dit geslacht is voor het eerst geldig gepubliceerd in 1925 door Ramme.

## Soorten
Het geslacht Urrutia omvat de volgende soorten:
- Urrutia migiurtinia Baccetti, 1990
- Urrutia somalica Ramme, 1925